# Daniel Fogg
Daniel Lee Fogg (Edmonton (Londres), Inglaterra, 24 de agosto de 1987) es un nadador olímpico inglés que compitió en natación. Fue olímpico tras participar en los Juegos Olímpicos de Londres 2012 en la prueba de 1500 metros (acabó en octava posición) y en 10km aguas abiertas, acabando quinto.
Se proclamó campeón de Europa en el año 2014 en la prueba de 5 km de aguas abiertas.
Representó a Inglaterra en los Juegos de la Mancomunidad de 2010, donde consiguió la medalla de bronce en la prueba de 1500 metros libre.
En el año 2016 se retiró de la natación de competición tras no conseguir clasificarse para los Juegos Olímpicos de Río de Janeiro.

## Palmarés internacional
| Campeonato Europeo de Natación | Campeonato Europeo de Natación | Campeonato Europeo de Natación | Campeonato Europeo de Natación |
| Año                            | Lugar                          | Medalla                        | Prueba                         |
| ------------------------------ | ------------------------------ | ------------------------------ | ------------------------------ |
| 2014                           | Berlin ( Alemania)             | Medalla de oro                 | 5 km                           |
| Juegos de la Mancomunidad      |                                |                                |                                |
| 2010                           | Nueva Delhi ( India)           | Medalla de bronce              | 1500 m libre                   |